# Stefan Ryniewicz
Stefan Jan Ryniewicz, poljski diplomat, * 26. december 1903, Ternopil, Kraljestvo Galicije in Lodomerije, Avstro-Ogrska (zdaj Ukrajina), † 9. marec 1988, Buenos Aires, Argentina.
Deloval je kot svetovalec poslaništva Poljske v Bernu med letoma 1940 in 1945. Bil je član Ładośeve skupine in je imel ključno vlogo pri nezakoniti izdelavi več tisočih latinoameriških potnih listov za reševanje Judov pred holokavstom. 

## Zgodnje življenje in diplomatska kariera
Ryniewicz se je rodil v Ternopilu (takrat Tarnopol) v jugovzhodni Poljski, danes zahodni Ukrajini. Srednjo šolo je obiskoval v Lvovu. V poznih dvajsetih letih se je poročil z Zofio, por. Zasadni. Par je imel dva sinova: Jana Christiana (1931–1989) in Tomasza Marijo (1934–1983). Potomci Ryniewicza danes živijo v Argentini in ZDA. 
Leta 1928 je Ryniewicz začel z delom kot uslužbenec in nato kot vodja konzularnega oddelka poljskega poslaništva v Bernu, kjer je delal do leta 1933. Po tem je bil uslužbenec v uradu poljskega zunanjega ministra Józefa Becka, od leta 1935 do 1938 pa konzul in vodja konzularnega oddelka poljskega poslaništva v Rigi v Latviji. 28. decembra 1936 je bil eden od potnikov letala, ki se je zrušilo v bližini Susieca in ubilo tri ljudi. Poškodovani Ryniewicz je preživel nesrečo. Med decembrom 1938 in julijem 1945 je ponovno delal v poljskem poslaništvu v Bernu - najprej kot prvi sekretar in nato kot svetovalec. V letih 1940–45 je bil namestnik vodje poslaništva in tesni sodelavec ministra Aleksander Ładoś. 

## Ładośeva skupina in "afera" z latinskoameriškimi potnimi listi
Ryniewicz in njegovi podrejeni Konstanty Rokicki in Juliusz Kühl naj bi izumili latinskoameriško potno shemo - način za reševanje Judov, nasedlih v getih na Poljskem pod nemško okupacijo. Uspešno so prepričali judovska voditelja iz Švice - Abrahama Silberscheina in Chaima Eissa, da sta financirala operacijo. Zahvaljujoč paragvajskim potnim listom, ki so jih izdelali poljski diplomati, so njihovi lastniki uspeli preživeti razpadanje getov - niso jih odpeljali v uničevalna, temveč v internacijska taborišča v Franciji in Nemčiji, kjer bi jih lahko izmenjali za Nemce, internirane v zavezniških državah. 
Prazne potne liste je odkupil častni konzul Paragvaja, bernski notar Rudolf Hüggli. Juliusz Kühl jih je pripeljal v poljski konzularni oddelek na Thunstrasse 21, kjer jih je z imeni poljskih, nemških in nizozemskih Judov izpolnil namestnik konzula Konstanty Rokicki. Podatke o potnem listu - sezname imen s fotografijami - sta pretihotapila Silberschein in Eiss. Ryniewicz in njegov nadrejeni Aleksander Ładoś sta zagotovila diplomatsko zaščito za celotno operacijo in posredovala pri švicarskih organih in diplomatskem zboru.
Novinarja Zbigniew Parafianowicz in Michał Potocki sta poročala, da nemške oblasti niso preiskovale operacije, dokler niso prestregle zadnjega paketa ponarejenih potnih listov po vstaji v Varšavskem getu. Druga teorija trdi, da je eden od nosilcev potnih listov poskušal pobegniti v Paragvaj in tako opozoril tamkajšnje oblasti, ki so posledično preklicale vse potne liste, ki jih je podpisal Hügli in decembra 1943 obvestile nemško nacistično vlado. 
O delovanju Ładośeve skupine je bila švicarska policija obveščena verjetno že konec leta 1942. Januarja 1943 je švicarska policija zaslišala Hügglija, po nekaj mesecih pa tudi Eissa in Silberscheina. Vsi so priznali, da je paragvajske potne liste izdelalo poslaništvo Poljske in obtožili Ryniewicza in/ali Rokickija.
Potem ko je policija razkrila skupino, je Ryniewicz posredoval pri vodji švicarske policije Heinrichu Rothmundu, ki je takrat veljal za glavnega arhitekta švicarske begunske politike. Čeprav je Rothmund v intervjuju z Ryniewiczem poudaril svoj izrazito negativen odnos do operacije ("Zelo energično sem mu razložil nevarnost in nevzdržnost manevrov s potnimi listi."), so Silberscheina izpustili iz pripora, poljskih diplomatov pa niso obsodili. K temu bi lahko pripomoglo tudi srečanje Ładośa in švicarskega zunanjega ministra Marcela Pilet-Golazja.
V začetku leta 1944 so Nemci večino imetnikov paragvajskih potnih listov deportirali iz internacijskega taborišča v Vittelu v Auschwitz-Birkenau, kjer so jih umorili. Poljska in Sveti sedež sta pozvala vlado Paragvaja in druge latinskoameriške vlade, naj začasno priznajo potne liste. Salvador in Paragvaj sta se po dolgem obotavljanju na to prošnjo odzvala pozitivno, kar je bilo verjetno ključno za reševanje več stotin imetnikov potnih listov, ki so še bili v internacijskem taborišču Bergen-Belsen. 
Natančno število ljudi, rešenih po zaslugi Ładośeve skupine, vključno s Stefanom Ryniewiczom, ni znano. Agudath Israel pravi, da lahko govorimo o "nekaj sto osebah", medtem ko novinarja Zbigniew Parafianowicz in Michał Potocki ocenjujeta, da je bilo rešenih 400 ljudi. Ti ljudje so bili večinoma verski Judje, ki so imeli zelo majhno možnost preživeti holokavst. Legenda o latinskoameriških potnih listih je bila v varšavskem getu zelo razširjena in bili so celo predmet pesmi "Potni listi" Władysława Szlengela. Vloga, ki jo je pri izdelavi potnih listov igralo poljsko poslaništvo v Bernu, je bila komaj poznana. Sodelovanje Ryniewicza in Rokickega v operaciji so šele avgusta 2017 dokazali novinarji časopisov Dziennik Gazeta Prawna (Poljska) in The Globe and Mail (Kanada). 

## Kasnejše življenje
Ko je poljsko veleposlaništvo v Bernu prevzela prokomunistična poljska vlada, je Ryniewicz odstopil od diplomatskega dela in ostal zvest poljski vladi v izgnanstvu. Pozneje se je Ryniewicz preselil v Argentino, kjer je postal predsednik poljskega kluba (Club Polaco) v Buenos Airesu. Hkrati je bil poslovnež in aktivist poljske diaspore. 
31. decembra 1972 je Ryniewicz prejel častniški križ Reda Polonia Restituta. Potrdilo, ki ga je podpisal predsednik Stanisław Ostrowski, ne vsebuje obrazložitve. Ryniewicz je umrl v Buenos Airesu 9. marca 1988, pokopan pa je na pokopališču v Boulogne Sur Mer. 

## Pravičnik med narodi
Aprila 2019 so Yad Vashemov naziv "Pravičnik med narodi" podelili Konstantynu Rokickiemu. Aleksandru Ładośu in Stefanu Ryniewiczu so ponudili "zahvalo", z obrazložitvijo, da je Rokicki vodil Ładośevo skupino. Dokument je Ładośa in Ryniewicza napačno imenoval "konzula". Odločitev je sprožila ogorčenje in zgražanje med družinskimi člani drugih dveh, takrat že preminulih, poljskih diplomatov in med preživelimi. Enajst od njih je podpisalo odprto pismo Yadu Vashemu. Rokickijev bratranec ni želel sprejeti medalje dokler tudi dva druga poljska diplomata, Rokickijeva nadrejena, ne bi bila priznana kot Pravičnika med narodi. Poljski veleposlanik v Švici Jakub Kumoch, ki je prispeval k odkritju Rokickija, je tudi zavrnil razlago Yad Vashema, ki navaja, da je Rokicki delal pod Ładośem in Ryniewiczom.